# Port lotniczy Davao-Francisco Bangoy
Port lotniczy Davao im. Francisco Bangoya (IATA: DVO, ICAO: RPMD) – międzynarodowy port lotniczy położony w Davao, na wyspie Mindanao na Filipinach.  Znajduje się na terenie dzielnicy Buhangin.  To także jest największym portem lotniczym w Mindanao.

## Linie lotnicze i połączenia
| Linia Lotnicza      | Kierunek |
| ------------------- | --- |
| Cebgo               | 1. Cagayan de Oro 2. Siargao |
| Cebu Pacific        | 1. Bacolod 2. Bangkok-Don Muang 3. Caticlan 4. Cebu 5. Clark 6. Hongkong 7. Iloilo 8. Manila 9. Puerto Princesa 10. Tacloban 11. Tagbilaran 12. Zamboanga |
| PAL Express         | 1. Cebu 2. Manila 3. Tagbilaran |
| Philippine Airlines | 1. Cebu 2. Manila |
| Qatar Airways       | 1. Doha |
| Scoot               | 1. Singapur |